# Prvenstvo Hrvatske u hokeju na travi 2010./11.
Prvenstvo Hrvatske u hokeju na travi na 2010./11. je osvojila Mladost iz Zagreba. 

## Ljestvice

### Prvi dio
| mj | klub                       | ut | pob | neod | por | golovi | bod |          |
| -- | -------------------------- | -- | --- | ---- | --- | ------ | --- | -------- |
| 1. | Mladost Zagreb             | 7  | 6   | 1    | 0   | 41:6   | 19  | 1.A liga |
| 2. | Jedinstvo Zagreb           | 7  | 5   | 2    | 0   | 31:15  | 17  | 1.A liga |
| 3. | Zelina (Sveti Ivan Zelina) | 7  | 5   | 1    | 1   | 29:13  | 16  | 1.A liga |
| 4. | Marathon Zagreb            | 7  | 4   | 0    | 3   | 31:17  | 12  | 1.A liga |
| 5. | Trešnjevka Zagreb          | 7  | 3   | 0    | 4   | 20:22  | 9   | 1.B liga |
| 6. | Mladost II Zagreb          | 7  | 1   | 0    | 6   | 10:29  | 3   | 1.B liga |
| 7. | Zrinjevac Zagreb           | 7  | 1   | 0    | 6   | 7:37   | 3   | 1.B liga |
| 8. | Concordia Zagreb           | 7  | 1   | 0    | 6   | 11:41  | 3   | 1.B liga |

#### 1.A liga
| mj | klub                       | ut | pob | neod | por | golovi | bod |
| -- | -------------------------- | -- | --- | ---- | --- | ------ | --- |
| 1. | Mladost Zagreb             | 6  | 6   | 0    | 0   | 38:7   | 22  |
| 2. | Marathon Zagreb            | 6  | 3   | 0    | 3   | 16:16  | 10  |
| 3. | Jedinstvo Zagreb           | 6  | 2   | 1    | 3   | 15:29  | 10  |
| 4. | Zelina (Sveti Ivan Zelina) | 6  | 0   | 1    | 5   | 7:24   | 3   |

#### 1.B liga
| mj | klub              | ut                     | pob                    | neod                   | por                    | golovi                 | bod                    |
| -- | ----------------- | ---------------------- | ---------------------- | ---------------------- | ---------------------- | ---------------------- | ---------------------- |
| 1. | Mladost II Zagreb | 4                      | 3                      | 0                      | 1                      | 12:7                   | 12                     |
| 2. | Trešnjevka Zagreb | 4                      | 2                      | 0                      | 2                      | 9:12                   | 10                     |
| 3. | Concordia Zagreb  | 4                      | 1                      | 0                      | 3                      | 9:11                   | 4                      |
|    | Zrinjevac Zagreb  | odustali nakon 3. kola | odustali nakon 3. kola | odustali nakon 3. kola | odustali nakon 3. kola | odustali nakon 3. kola | odustali nakon 3. kola |